# 孟加拉-阿薩姆文
孟加拉－阿薩姆文，或稱东城文（pūrva Nāgarī lipi），是印度的一種字母系統。孟加拉－阿薩姆文是孟加拉字母、迦摩缕波文、阿薩姆文的基礎，同時也用於書寫曼尼普尔语、比什奴普萊利亞－曼尼浦爾語、博罗克语語等。它也用於阿薩姆語、比什奴普萊利亞-曼尼浦爾語和迈蒂利语（以叫做弥梯罗文的變體形式），除了在不同語言中字母發音的區別外，在這種文字用於阿薩姆語和比什奴普萊利亞-曼尼浦爾語的版本和用於孟加拉語以及其他語言的版本之間有一些次要的字形差異。例如，字母（孟加拉語র;阿薩姆語ৰ;比什奴普萊利亞-曼尼浦爾語র/ৰ）和 （孟加拉語第二ব;阿薩姆語/比什奴普萊利亞-曼尼浦爾語ৱ）隨語言而有不同的變體。